# شت إن (فلم)
شت إن (بالإنجليزية: Shut In) هو فيلم رعب إثارة نفسي فرنسي كندي تم إنتاجه في سنة 2016، وهو من إخراج فارين بلاكبرن وبطولة نعومي واتس وأوليفر بلات وتشارلي هيتون ويعقوب تريمبلاي وديفيد كوبيت، الفيلم أنتج في نوفمبر 2016 وتم توزيعه عن يوربا كورب.

## القصة
الفيلم يتكلم عن سر تحاول اكتشافه الطبيبة النفسية للأطفال ماري بورتمان (نعومي واتس) لأحد مراجعيها الأطفال وثم تبدأ بالإيمان بأن شبح قد دخل منزلها ويحاول إيذائها وإيذاء إبنها.

## البطولة
- نعومي واتس بدور ماري بورتمان
- أوليفر بلات بدور الدكتور ويلسون
- تشارلي هيتون بدور ستيفن بورتمان
- ديفيد كوبيه بدور دوغ هارت
- يعقوب تريمبلاي بدور توم باترسون
- كلمنتين بويداتز بدور لوسي
- كريستال بالين بدور غريس
- بيتر اوتربريج بدور أليكس

## روابط خارجية
- مقالات تستعمل روابط فنية بلا صلة مع ويكي بيانات